# Францішек Ксаверій Браницький
Францішек Ксаверій Браницький герба Корчак (пол. Franciszek Ksawery Branicki; близько 1730 — 1819) — польський державний діяч, великий гетьман коронний Польщі, генерал від інфантерії російської служби. Син брацлавського каштеляна Пйотра Браницького, онук Юзефа — каштеляна галицького.

## Біографія

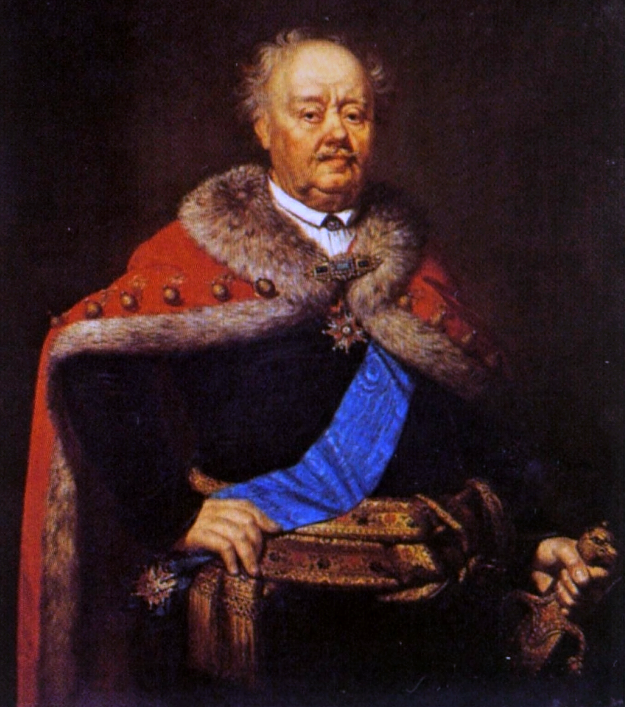
Ф. К. Браницький у 1818 р.

Походив із старовинного польського роду Браніцьких гербу Корчак; його батько залишив синові дуже великі статки, які, проте, майже повністю було розтрачено сином в молоді роки.
Отримав ретельну європейську освіту, яку згодом доповнив подорожами, мав таланти, швидко став улюбленцем двору і кумиром польської молоді. Рано почав шукати щастя в чужих землях: спершу служив у лавах французького війська, яке діяло проти Пруссії, потім в Курляндії, при дворі молодого герцога Карла, з яким особливо зблизився, і якого супроводжував у Семирічній війні.
Коли статок вичерпався, хотів їхати до Парижу і знову шукати щастя при французькому дворі, але герцогові Карлу вдалося виклопотати для нього місце при посольстві в Петербурзі, де в той час польським послом був Станіслав Понятовський, майбутній польський король. З того часу Браницький, завдяки сильному заступництву Понятовського, став швидко підвищуватися на посадах: 18 лютого 1757 р. був призначений полковником, а в 1762 році — генерал-ад'ютантом короля. За цей час встиг здобути прихильність російської великої княгині Катерини Олексіївни, що згодом мало сильний вплив на всю його долю.
У 1764 році Станіслав Август Понятовський, завдяки заступництву російського двору, був обраний польським королем, на Ф. К. Браніцького посипалися нагороди та відзнаки: 6 грудня 1764 року отримав звання першого королівського генерал-ад'ютанта, наступного дня був призначений генерал-лейтенантом коронних військ; 21 грудня — підстолієм королівства, 28 отримав багате староство Перемиське; під час коронаційного сейму отримав високе звання генерала литовської артилерії, в лютому 1765 року був відправлений до Берліна з повідомленням про коронацію Станіслава-Августа. В травні того року був нагороджений орденом св. Станіслава, в грудні — Білого Орла, у травні 1766 року — призначений ловчим коронним.
Ревно служив королю, підтримував його у розриві з Адамом Чарторийським і намагався протидіяти тій партії, яка намагалася скинути його. В цей же час він явно почав схилятися на бік Росії і, беручи участь у сеймі 1767-1768 роках був членом делегації, що затвердила 19 листопада 1767 року договір з Росією про права дисидентів.
Коли піднялася Барська конфедерація, був призначений начальником польського корпусу, що діяв проти конфедератів разом з російськими генералами графом Апраксіним і Кречетніковим. Дії його в цій кампанії були дуже мляві, так як король таємно наказував йому утримуватися від рішучих дій; на його частку випало лише втихомирення гайдамаків, що він і виконав разом з генералом Кречетніковим, захопивши і стративши при цьому одного з головних діячів повстання — сотника Івана Ґонту. В цей час був другом короля і прихильником Росії.
У 1768 році отримав у довічне володіння Любомльське староство як подарунок за врятоване на сеймовому засіданні 1762 року життя майбутнього короля Польщі Станіслава Августа Понятовського. У 1782 році воно приносило йому 26470 польських золотих річного прибутку. У Любомлі Францішек Ксаверій у 1782 році будує власний палац-резиденцію — Любомльський палац Браницьких.
У 1772 році, коли поширилися чутки про підготовлюваний поділ Польщі, за дорученням короля довелося їхати в Париж прохати тамтешній двір заступництва. Хоча посольство і не досягло своєї мети, але король щедро нагородив його, пославши в Париж 10 квітня 1773 булаву польного гетьмана. 8 лютого 1774 року був призначений великим коронним гетьманом.
13 грудня того ж 1774 року за клопотанням Катерини ІІ отримав від польського короля С. Понятовського тоді найбагатше в Україні Білоцерківське староство разом з будівлями у Варшаві у нагороду за придушення хвилі селянсько-козацьких повстань — Коліївщини. До нових магнатських володінь входили міста Біла Церква і Ставище, а також 134 села з населенням понад 40 тисяч чоловік.
Браницький розійшовся з королем, пристав до партії Чарторийського та Потоцьких, і став говорити про відродження батьківщини, вказуючи на короля, як на головну причину тяжкого становища Польщі. Насправді ж Браницький мріяв про відновлення колишнього значення гетьманської влади, про незалежність гетьманів від сейму і про беззвітне керівництво військом.
Незабаром він став головою опозиційної партії і тоді ж зустрівся з планами Потьомкіна, який, думаючи скласти собі самостійне володіння в Польщі, скуповував собі там маєтки і набирав партію. Браницький пішов назустріч планам Світлійшого князя Григорія Потьомкіна, в 1781 році у Санкт-Петербурзі одружився з його племінницею, улюбленою камер-фрейліною Катерини ІІ — Олександрою Василівною Енгельгардт, і з цього часу відкрито порвав з королем. Деякі історики вважають дружину Браницького позашлюбною донькою Катерини ІІ і Сергія Салтикова. Шлюб Ф. К. Браницького з О. В. Енгельгардт відповідав політичним реаліям того часу. Катерини ІІ бажала стабільного миру з Польщею і заохочувала шлюби між російськими дворянами і польською шляхтою. За О. Браницькою гетьман отримав пристойний посаг — 600 000 рублів сріблом і велику ділянку землі. Катерини ІІ подарувала подружжю на весілля Шуваловський палац в Петербурзі. Доход К. Браницького з самої тільки Білої Церкви приносив 750 000 золотих. Разом з маєтками — Ставище, Рокитне, Лисянка та іншими — становив приблизно 2 мільйони.
На сейм 1782 p. з'явився з сильною партією, піднімав заворушення, в усьому перечив королю і довів до того, що сейм повинен був розійтися, не зробивши нічого. Тоді Браницькому зробили з Петербурга навіювання, і на наступному сеймі 1784 він тримався спокійно. Однак, опозиція не хотіла миритися і продовжувала свою кампанію проти короля.
В 1784 році Францішек Ксаверій подарував Білоцерківський маєток своїй дружині, О. В. Браницькій, яка почала наводити тут лад. За характером графиня була вольовою, цілеспрямованою жінкою, яка вміла самостійно вирішувати питання керівництва маєтком. Незважаючи на величезні статки, вона була дуже ощадливою господаркою. Парки європейських столиць, де вона неодноразово бувала, надихнули Олександру Браницьку на створення не менш вишуканого парку у своїй головній резиденції. Тому у 1793 році вона розпочинає будівництво дендропарку на ділянці віковічної діброви, за 3 км у західному напрямку від Білої Церкви, в урочищі Гайок. Назву парку графиня дала на свою честь — «Олександрія».
Незадовго до сейму 1788 опозиція розділилася: частина її з Чарторийськими, Потоцькими і Сапєгами на чолі стала на бік Пруссії, а інша частина, на чолі якої стояли графи Станіслав Щенсний Потоцький і Жевуський, звернулася до Росії. Приєднався до другої партії, швидко став одним з її вождів.
Браницький став на чолі консервативної партії і пильно стежив, щоб сейм не виконав змін, неугодних Росії. Тому він повставав проти недопущення безземельної шляхти на сеймики, проти спадковості королівської влади, проти знищення liberum veto і взагалі оголосив себе прихильником давніх шляхетських вольностей.
Після проголошення конституції 3 травня 1791 року підписав її і присягнув їй, навіть розхвалював її і увійшов до складу знову створеного міністерства, у званні військового міністра. Насправді ж гетьман, вирішивши повалити нову конституцію, почав зноситися з російським посланцем. У Петербурзі вже вирішено було скласти конфедерацію з противників конституції і поставити її під захист російських військ; чекали тільки Браницького, щоб почати дії.
18 травня 1792 року в Польщі була проголошена декларація про те, що вона бере під своє заступництво знову утворену конфедерацію, і російська армія вступила в Польщу. Скоро польські війська були розбиті, прихильники конституції розігнані, король приєднався до конфедерації, конституція була знищена і відновився старий порядок.
Після цього брав участь у Гродненському сеймі, де чимало допомагав російському послу Сіверсу, а після другого поділу, коли всі його великі маєтки відійшли до Росії, склав з себе звання гетьмана і перейшов на російську службу. Тут йому був наданий чин генерал-аншефа, але він не залишився жити при дворі і поїхав у своє помістя Білу Церкву, де, вийшовши 2 листопада 1798 року у відставку з перейменуванням в генерали від інфантерії, доживав свого віку далеко від двору, займаючись вихованням дітей та своїм великим господарством.
Помер у 1819 році, був похований у костелі Внебовзяття Пресвятої Діви Марії у Білій Церкві.

## Сім'я
Мав двох синів та три дочки, одна з яких — Ельжбета Ксаверівна («прихована любов Пушкіна»), була одружена з графом, потім князем і генерал-фельдмаршалом Михайлом Семеновичем Воронцовим. Граф Владислав Ксаверійович (1782—1843), обер-шенк і сенатор, затверджений був у графському титулі «найвищим» указом 18 червня 1839 року.